# Trésor des dragons
Trésor des dragons est un jeu de société créé par Reiner Knizia, édité par Winning Moves en 2003 en Allemagne sous le nom de Schatz der Drachen, puis en 2006 en France.
Il se joue de 2 à 5 joueurs, à partir de 4/5 ans. Une partie dure environ 10 minutes.
Fondé principalement sur la mémoire, il requiert cependant d'effectuer quelques choix stratégiques (ramasser ou continuer à découvrir des tuiles au risque de tout perdre).

## Distinction
En 2004, Schatz der Drachen a été nommé au Spiel des Jahres (Jeu de l'année) dans la catégorie des jeux pour enfants.

## Règles du jeu

### Principe
Le jeu se compose de 49 tuiles. Le but est d'en ramasser le plus possible en découvrant des trésors et capturant des dragons. Découvrir un trésor ne suffit pas, certains ne peuvent être ramassés que par paires, brelans ou carrés. Mais attention : trouver une araignée, ainsi que parfois un dragon, vous fait perdre votre tour.

### Règle détaillée
Le jeu comporte 49 tuiles :
- 12 dragons
- 3 araignées
- 34 trésors se répartissant en
  - trésors isolés (8 bagues) pouvant être ramassés individuellement.
  - paires (jouets : 4 ballons, 4 poupées, 4 voitures) ne pouvant être ramassées que par paire de tuiles identiques.
  - brelans (6 chandeliers) ne pouvant être ramassés que par groupe de 3 tuiles.
  - carrés (8 coffres) ne pouvant être ramassés que par groupe de 4.

Au début du jeu, les tuiles sont disposées sur la table selon un carré de 7x7, faces cachées.

#### Tour d'un joueur
Tout d'abord le joueur dévoile une ou plusieurs tuiles de son choix. Il réalise ensuite ses prises, s'il le peut. Enfin, il remet face contre table toutes les tuiles qu'il n'a pu prendre, sans les déplacer (seules les araignées peuvent être déplacées).
- Quand seuls des trésors ont été dévoilés, le joueur choisit soit de dévoiler une nouvelle tuile, soit de s'arrêter pour réaliser ses prises. Dans ce cas, il ramasse toutes les bagues ainsi que les paires, brelans et carrés complets.
- Quand une araignée est dévoilée, le tour s'arrête et le joueur ne peut réaliser aucune prise. Le joueur peut toutefois déplacer l'araignée dans une case libre.
- Quand un dragon ET un trésor autre qu'une bague sont dévoilés au même tour, celui-ci s'arrête et le joueur ne peut réaliser aucune prise. A contrario, si seuls ont été dévoilés un ou plusieurs dragons, éventuellement accompagnés de bagues, le joueur peut décider de mettre fin à son tour en prenant toutes les tuiles dévoilées (dragons et bagues).

#### Fin du jeu
Le jeu s'achève quand il ne reste plus que 3 tuiles : les 3 araignées. Le joueur qui a amassé le plus de dragons prend les 3 araignées (en cas d'égalité, les araignées restent sur la table).
Le gagnant est le joueur ayant amassé le plus de tuiles (sans distinction).

### Exemples de tours
- si un joueur dévoile 1 bague, 3 ballons, 1 poupée et 4 chandeliers et décide de mettre fin à son tour, il ramasse la bague, 2 ballons et 3 chandeliers. La poupée, 1 ballon et 1 chandelier doivent rester en jeu et être remis face contre table.
- si un joueur dévoile seulement 1 dragon et décide de s'arrêter, il ramasse le dragon.
- si un joueur dévoile seulement 2 dragons et une bague puis décide de s'arrêter, il ramasse les 2 dragons et la bague.
- si un joueur dévoile 1 bague, 4 coffres et un dragon, son tour s'arrête sans qu'il puisse ramasser aucune tuile.

### Variante (non officielle)
Pour débuter avec un enfant très jeune, on peut réduire le jeu à 25 (5x5) tuiles en prenant seulement la moitié des tuiles de chaque sorte (conserver 2 araignées).